# Catemu
Catemu ist eine Stadt und Gemeinde in der Provinz San Felipe de Aconcagua in der Región de Valparaíso in Chile. Bei der Volkszählung im Jahr 2017 hatte sie 13.998 Einwohner. Die Gemeinde erstreckt sich über eine Fläche von 361,6 km².
Sie liegt 85 km von Santiago de Chile und 95 km vom Hafen von Valparaíso entfernt. Der Río Aconcagua durchquert den Südosten der Gemeinde und schafft Orte mit großer Touristenattraktion, die jedes Jahr von Besuchern besucht werden. Darüber hinaus ist diese Gemeinde ein Ort der Huasa-Traditionen.

## Bevölkerung
Laut der Volkszählung des Nationalen Statistikinstituts von 2002 hatte Catemu 12.112 Einwohner. Davon lebten 6706 (55,4 %) in städtischen Gebieten und 5406 (44,6 %) in ländlichen Gebieten. Damals waren es 6172 Männer und 5940 Frauen. Die Bevölkerung wuchs zwischen den Volkszählungen 1992 und 2002 um 7,2 % (817 Personen). Im Jahr 2017 zählte man 13.998 Personen.

## Persönlichkeiten
- Claudio Figueroa (* 1960), Fußballspieler
- Esteban Carvajal (* 1988), Fußballspieler
- Ángelo Quiñones (* 1998), Fußballspieler